# 努内什 (维尼艾什)
努内什是葡萄牙布拉干萨区的一个堂区。总面积8.53平方公里，总人口187人，人口密度21.9人/平方公里。